# Proteinqualitätskontrolle
Die Proteinqualitätskontrolle (engl. protein quality control) ist in eukaryotischen Zellen ein zellulärer Schutzmechanismus, der für die Aufrechterhaltung eines funktionierenden Proteoms und zum Überleben der Zelle von grundlegender Wichtigkeit ist. Alle in einer Zelle synthetisierten sekretorischen Proteine werden in das Endoplasmatische Retikulum (ER) transportiert und dort einer Qualitätskontrolle unterzogen. Falsch gefaltete Proteine werden über das zytosolische Ubiquitin-Proteasom-System abgebaut. Die korrekt gefalteten Proteine werden zu ihren Bestimmungsorten, beispielsweise dem Lysosom, dem Golgi-Apparat, der Zellmembran oder dem Extrazellularraum, transportiert.

## Beschreibung
Für die Funktion eines Proteins ist dessen korrekte Primär- und Tertiärstruktur von entscheidender Wichtigkeit. Nur richtig gefaltete Proteine können fehlerfrei funktionieren und Fehler in der Proteinfaltung führen zu alternativen Strukturen die biologisch nicht aktiv sind. Die Ursachen für eine falsche Proteinfaltung können unterschiedlicher Natur sein. Genmutationen in Exons, die zu Veränderungen in der Aminosäuresequenz, also der Primärstruktur des Genproduktes führen, haben unmittelbare Einflüsse auf die Sekundär- und Tertiärstruktur, beziehungsweise auf die Proteinfaltungskinetik. Auch Fehler bei der Transkription oder der Translation können zu Fehlfaltungen der Proteine führen. Man nennt diese fehlerhaften Proteine ‚defekte ribosomale Produkte‘ (engl. defective ribosomal products, DRiPs).
Etwa 30 % aller Polypeptide und Proteine, die eine Säugetierzelle produziert, werden mit einer Halbwertszeit von weniger als zehn Minuten durch Proteasomen abgebaut, weil sie nicht korrekt gefaltet sind. Der Anteil an Fehlfaltungen ist von Protein zu Protein recht unterschiedlich. Bei empfindlichen und komplex aufgebauten Proteinen, wie beispielsweise Cystic Fibrosis Transmembrane Conductance Regulator (CFTR), kann der Anteil an Fehlfaltungen 60 bis 80 % betragen. Zu den durch Produktionsfehler entstandenen DRiPs kommen noch Proteine hinzu, die durch toxische Einflüsse, wie beispielsweise ionisierende Strahlung, die eine Proteinoxidation bewirken kann, geschädigt wurden und deshalb ihre Funktion in der Zelle nicht mehr erfüllen können. Für eine Zelle ist das Erkennen und der Abbau fehlgefalteter und defekter Proteine überlebenswichtig, da sie sonst die Zelle nachhaltig schädigen würden.
Zur Sicherung der Qualität der Proteine entwickelte sich im Laufe der Evolution ein mehrstufiges System, das in drei Phasen abläuft. In der ersten Phase, dem sogenannten Proofreading (dt. ‚Korrekturlesen‘) wird das Protein überprüft. In der zweiten Phase wird versucht das Protein mit aktiver Unterstützung zu falten. Misslingt dieser Versuch, so wird das Protein abgebaut. Gelingt er, erfolgt der Proteintransport zu seinem Bestimmungsort. Diese beiden Möglichkeiten sind die dritte Phase. In allen drei Phasen spielen Chaperone (dt. ‚Anstandsdamen‘) eine zentrale Rolle. Diese Proteine helfen bei der Erkennung von fehlerhaften Proteinen. Sie dienen als Plattform für die Protein-Kompartimentierung (der Proteinzuordnung in bestimmte Zellkompartimente) und -Assemblierung (der Zusammenlagerung einzelner Proteinkomponenten zu Strukturen höherer Ordnung).
Von den fehlgefalteten Proteinen wird etwa Dreiviertel über das Standard-26S-Proteasom abgebaut, wobei der Abbau über die Aktivität des Hitzeschockproteins Hsc70 reguliert wird. Co-Chaperone unterstützen Hsc70 beim Transport der DRiPs zum Proteasom. Ubiquitin wird als molekulares Signal über das Co-Chaperon CHIP kovalent über den C-Terminus an die DRiPS gebunden. Das Signal ist im Proteasom wichtig zur Erkennung, dass dieses Protein abgebaut werden soll. Die Aktivität von Hsc70 wird über das Protein HSJ1 (auch als DNAJB2 – ein Homolog von HSP40 – bezeichnet) geregelt. HSJ1 stimuliert die Hydrolyse von ATP am Hsc70, damit dieses stabil an die Polypeptidkette binden kann. Das ubiquitinierte Polypeptid wird zudem von HSJ1 abgeschirmt, damit das Ubiquitin nicht vor dem Eintreffen im Proteasom abgespalten wird.
Das restliche Viertel an falsch gefalteten Proteinen wird ohne Ubiquitinierung durch das 20S-Proteasom, unabhängig von den 19S-Regulatoren und weitgehend ohne Einfluss der Aktivität von Hsp70, zerlegt. Falsch gefaltete Proteine stellen den größten Anteil der durch das Proteasom abgebauten Proteine und sind die wichtigste Quelle für Selbstantigene des Haupthistokompatibilitätskomplexes I (MHC I). Eine Ansammlung fehlgefalteter Proteine im endoplasmatischen Retikulum führt zur Unfolded Protein Response.
Die Proteinqualitätskontrolle findet in der Zelle an drei bisher bekannten Orten statt.
- Im Zytoplasma (zytoplasmatische Proteinqualitätskontrolle) binden Hsp70-Chaperone während der Proteinbiosynthese oder kurz danach an die Polypeptide und unterstützen unter dem Verbrauch von ATP den Faltungsprozess.[6]
- Etwa 20 % aller Proteine werden über den sekretorischen Weg durch die Zellmembran hindurch aufgenommen. Diese Proteine stammen entweder von anderen Zellen, die diese Proteine sezernieren, oder aus exogenen Quellen, beispielsweise intravenös applizierten Arzneimitteln auf Proteinbasis (z. B. im Rahmen einer Enzymersatztherapie). Zum Transport durch die Zellmembran werden diese Proteine vollständig entfaltet und müssen dann innerhalb der Zellen wieder korrekt gefaltet werden. Proteine die falsch gefaltet oder nicht-assembliert sind, werden an ihrem Weitertransport in ihr Zielkompartiment, beispielsweise das Lysosom, gehindert, aus dem endoplasmatischen Retikulum herausgezogen und im Zytoplasma proteasomal abgebaut.[6]
- Im Zellkern werden zwar keine Proteine synthetisiert, es findet dort aber dennoch eine Proteinqualitätskontrolle über die Ubiquitin-Ligase San1 statt. Dieses Enzym bewirkt im Zellkern die Ubiquitinierung von Proteinen, die im Verlauf ihrer Lebensdauer durch Schädigung abnormal wurden.[6][10][11]

## Medizinische Aspekte
Für jede Zelle, und letztlich für den gesamten Organismus, ist der Abbau fehlerhafter Proteine und die Aufrechterhaltung eines funktionierenden Proteoms von essentieller Wichtigkeit. Dies zu gewährleisten ist die Aufgabe der Proteinqualitätskontrolle. Störungen des Gleichgewichts der Proteinqualitätskontrolle zwischen Proteinfaltung und Degradation führen zu schwerwiegenden Erkrankungen, die in drei Gruppen unterteilt werden können.
- Die erste Gruppe bilden Krankheiten, bei denen durch die Fehlfaltung ein unmittelbarer Funktionsverlust eines Proteins vorliegt (loss of function). Dazu gehören beispielsweise Diabetes mellitus und Zystennieren, sowie die eher seltenen lysosomalen Speicherkrankheiten (z. B. Morbus Gaucher und Morbus Fabry), das Tay-Sachs-Syndrom und das Laron-Syndrom.[12]
- In der zweiten Gruppe finden sich die Erkrankungen, bei denen der Abbau fehlgefalteter Proteine unzureichend ist. Der große Raumbedarf nicht abgebauter, falsch gefalteter oder defekter Proteine schädigt die Zelle. Des Weiteren sind auch die Interaktion der DRiPs mit anderen Reaktionspartner für die Zelle ungünstig. Dabei können sich unlösliche toxische Aggregate bilden, die sich ebenfalls in der Zelle ansammeln (gain of toxic function). Für eine Reihe von Erkrankungen, speziell neurodegenerativer Art, wie beispielsweise Alzheimer-Krankheit, Parkinson-Krankheit und Chorea Huntington, sind solche Proteinaggregate ein zentrales oder gar ursächliches Phänomen.[6] Auch bei Diabetes insipidus, Retinopathia pigmentosa und Marfan-Syndrom spielen Proteinablagerungen eine zentrale Rolle.[12]
- Veränderungen in Faktoren die im Endoplasmatischen Retikulum oder Zytosol für die Biogenese oder Proteolyse von Proteinen zuständig sind – also unmittelbar der Proteinqualitätskontrolle dienen – bilden die dritte Gruppe von Erkrankungen. Die Veränderungen können durch Mutationen oder Überexpressionen, beispielsweise der (Co)-Chaperone, hervorgerufen werden. Zu diesen Erkrankungen gehören unter anderem einige bestimmte Karzinome, polyzystische Lebererkrankungen und das Marinesco-Sjögren-Syndrom.[12]

Es gibt auch Erkrankungen, bei denen sowohl der Funktionsverlust, als auch die toxische Proteinablagerung pathologisch werden. Ein Beispiel hierfür ist der Alpha-1-Antitrypsin-Mangel. Eine Mutation im SERPINA1-Gen, das für das Akute-Phase-Protein α-1-Antitrypsin – ein Proteaseinhibitor – kodiert, bewirkt eine Fehlfaltung von α-1-Antitrypsin. α-1-Antitrypsin wird im Wesentlichen von Hepatozyten in der Leber exprimiert. Wegen der Fehlfaltung kann es nicht von den Hepatozyten sezerniert werden und es bildet intrazelluläre Ablagerungen. Der Funktionsverlust führt bei den betroffenen Patienten zu einem progredienten Lungenemphysem, da durch den Mangel an α-1-Antitrypsin das Enzym Leukozytenelastase (engl. human leukocyte elastase, HLE) ungebremst das Lungengerüst zerstören kann. Die Ablagerungen von α-1-Antitrypsin in den Hepatozyten führen parallel zum Lungenemphysem zu einer Leberzirrhose.

## Pharmakologische Aspekte
Eine Vielzahl von genetischen Erkrankungen, die auf einer Loss-of-function-Mutation beruhen, werden nicht durch eine verminderte Funktion des Proteins, sondern durch eine signifikant reduzierte Faltungskinetik verursacht. Diese Proteine sind also prinzipiell voll funktionsfähig, werden aber durch die Proteinqualitätskontrolle wegen ihrer Falschfaltung ausgesondert und abgebaut. Dies ist beispielsweise bei vielen lysosomalen Speicherkrankheiten der Fall. Ein therapeutischer Ansatz ist die Chaperon-Therapie. Dabei soll die Verabreichung von pharmakologischen Chaperonen die Proteinfaltungskinetik der lysosomalen Enzyme positiv beeinflussen. Die pharmakologischen Chaperone sind reversible Inhibitoren, die dem Enzym als Templat dienen.
Der Arzneistoff Bortezomib greift als Proteasominhibitor unmittelbar in die Proteinqualitätskontrolle ein. Durch die Blockade des Proteasoms werden lebensnotwendige Proteolyse-Prozesse in den Zellen unterdrückt. Davon sind sowohl gesunde als auch maligne Zellen (Krebszellen) betroffen. Im Gegensatz zu den Krebszellen können sich die normalen Zellen wieder regenerieren, wenn die Behandlung zu bestimmten Zeitpunkten unterbrochen wird. Bortezomib ist in Europa zur Behandlung des multiplen Myeloms zugelassen.

## Weiterführende Literatur
- D. N. Hebert, M. Molinari: In and out of the ER: protein folding, quality control, degradation, and related human diseases. In: Physiological reviews. Band 87, Nummer 4, Oktober 2007, S. 1377–1408, doi:10.1152/physrev.00050.2006. PMID 17928587. (Review).
- J. X. Liu, S. H. Howell: Endoplasmic reticulum protein quality control and its relationship to environmental stress responses in plants. In: The Plant cell. Band 22, Nummer 9, September 2010, S. 2930–2942, doi:10.1105/tpc.110.078154. PMID 20876830. PMC 2965551 (freier Volltext). (Review).
- M. S. Willis, W. H. Townley-Tilson u. a.: Sent to destroy: the ubiquitin proteasome system regulates cell signaling and protein quality control in cardiovascular development and disease. In: Circulation Research. Band 106, Nummer 3, Februar 2010, S. 463–478, doi:10.1161/CIRCRESAHA.109.208801. PMID 20167943. PMC 2826711 (freier Volltext). (Review).
- C. Zhang, A. J. Saunders: An emerging role for Ubiquilin 1 in regulating protein quality control system and in disease pathogenesis. In: Discovery medicine. Band 8, Nummer 40, Juni 2009, S. 18–22, PMID 19772837. PMC 3158983 (freier Volltext). (Review).
- W. Scheper, J. J. Hoozemans: Endoplasmic reticulum protein quality control in neurodegenerative disease: the good, the bad and the therapy. In: Current Medicinal Chemistry. Band 16, Nummer 5, 2009, S. 615–626, PMID 19199926. (Review).
- S. Besser: Die Endoplasmatisches Retikulum assoziierte Degradation (ERAD) eines fehlgefalteten Membran verankerten Proteins mit variierender zytoplasmatischer Domäne und die Entdeckung eines neuen ERAD-Weges. Dissertation, Universität Stuttgart, 2012.
- T. Bender: Die kooperative Wirkungsweise von Faltungshelferproteinen und Proteasen bei der Proteinqualitätskontrolle in Mitochondrien. Dissertation, Universität Freiburg, 2011.
- J. Weski: Das Netzwerk der periplasmatischen Proteinqualitätskontrolle in E.coli. Dissertation, Universität Duisburg-Essen, 2010.
- M. Fehlker: Studien zur Funktion des Proteasomen-assoziierten Proteins Blm3 in Saccharomyces cerevisiae. Dissertation, Humboldt-Universität zu Berlin, 2004.
- R. Hitt: Proteinqualitätskontrolle im endoplasmatischen Retikulum:Identifizierung und Charakterisierung von Komponenten des Abbaus missgefalteter sekretorischer Proteine. Dissertation, Universität Stuttgart, 2003.
- C. Taxis: Proteinqualitätskontrolle im endoplasmatischen Retikulum: Variationen im Abbaumechanismus von löslicher und membrangebundener missgefalteter CarboxypeptidaseY (CPY*). Dissertation, Universität Stuttgart, 2002.